# Zmarli w styczniu 2009

## Styczeń 2009
- 31 stycznia
  - Dewey Martin, kanadyjski muzyk, piosenkarz, perkusista Buffalo Springfield[1]
  - Anna Stella Schic, brazylijska pianistka[2]
  - Piotr Suski, polski piłkarz, reprezentant Polski
  - Joanna Wiszniewicz, polska historyk i polonistka, pracownik Żydowskiego Instytutu Historycznego
- 30 stycznia
  - Hans Beck, niemiecki twórca zabawek
  - Guy Hunt, amerykański polityk
  - Ingemar Johansson, szwedzki bokser, były zawodowy mistrz świata wszechwag[3]
  - Teddy Mayer, amerykański menadżer wyścigowy, współzałożyciel zespołu Formuły 1 Bruce’a McLarena
  - Aloizs Tumiņš, łotewski bokser walczący w barwach ZSRR
- 29 stycznia
  - Pawlu Aquilina, maltański poeta
  - Hank Crawford, amerykański muzyk, saksofonista, kompozytor[4]
  - Karl Gass, niemiecki producent filmów dokumentalnych
  - Charles Clews, maltański aktor komediowy
  - John Martyn, brytyjski piosenkarz, gitarzysta
  - Gyula Pálóczi, węgierski lekkoatleta
  - Anna Piotrowska, polska sędzia, posłanka na Sejm PRL III kadencji (1965–1969)[5]
- 28 stycznia
  - Vasilij Melik, słoweński historyk
  - Berta Rosenberg, niemiecka rekordzistka długowieczności
  - Glenn Davis, amerykański lekkoatleta, trzykrotny mistrz olimpijski
  - Zenon Dądajewski, polski aktor, reżyser[6]
  - Marian Nogaś, polski samorządowiec, burmistrz Boguszowa-Gorc[7]
  - Marian Śliwiński, kardiochirurg, były minister zdrowia
  - Wendell Wyatt, amerykański polityk
- 27 stycznia
  - Christian Enzensberger, niemiecki tłumacz
  - Billy Powell, amerykański muzyk, klawiszowiec grupy Lynyrd Skynyrd
  - John Updike, amerykański pisarz
  - Ramaswamy Venkataraman, indyjski polityk, prezydent Indii
- 26 stycznia
  - Leroy Cooper, amerykański muzyk, saksofonista[8]
  - Zita Linker, izraelska polityk
  - Abraham Ravitz, izraelski polityk
- 25 stycznia
  - Walerij Bukajew, ukraiński polityk i biznesmen[9]
  - Mamadou Dia, senegalski polityk, premier
  - Leon Klenicki, amerykański rabin, propagator dialogu katolicko-żydowskiego
  - Ryszard Krzywka, polski artysta grafik
  - Kim Manners, amerykański reżyser i producent filmowy[10]
- 24 stycznia
  - Fernando Cornejo, chilijski piłkarz, reprezentant Chile
  - Corey Daum, amerykański muzyk, gitarzysta grupy Lizzy Borden[11]
  - Karl Koller, austriacki piłkarz, reprezentant Austrii, medalista mistrzostw świata
  - Stanko Stojčević, jugosłowiański polityk, przewodniczący Komitetu Centralnego Związku Komunistów Chorwacji (1986–1989)
- 23 stycznia
  - Shigeo Fukuda, japoński twórca plakatów[12]
  - Tadeusz Kozak, polski lekarz, narciarz (skoczek narciarski i narciarz alpejski)[13]
  - Jan Wodzyński, polski aktor, reżyser, pedagog
- 22 stycznia
  - Charles Cooper, amerykański muzyk zespołu Telefon Tel Aviv[14]
  - Zbigniew Czeczot-Gawrak, polski filmoznawca, historyk i teoretyk filmu, publicysta i wykładowca uniwersytecki
  - Stanisław Karolkiewicz, polski wojskowy, współzałożyciel i prezes Światowego Związku Żołnierzy AK
  - Emanuel Mandler, czeski historyk, publicysta, politolog i polityk
  - Clement Pinaut, francuski piłkarz[15]
  - Anna Radziwiłł, polska pedagog, polityk, senator I kadencji, wiceminister edukacji[16]
  - Héctor Rossetto, argentyński szachista, arcymistrz
  - Manfred Steffen, niemiecki aktor
  - Michaił Zajcew, radziecki dowódca wojskowy, generał armii, Bohater Związku Radzieckiego
- 21 stycznia
  - Jaime Belmonte, meksykański piłkarz, reprezentant Meksyku[17]
  - Jean Jadot, belgijski duchowny katolicki, wysoki urzędnik Kurii Rzymskiej
  - Peter Persidis, austriacki trener piłkarski[18]
  - Charles Schneer, amerykański producent filmowy
- 20 stycznia
  - Johnny Dixon, angielski piłkarz, były kapitan Aston Villi[19]
  - Stefan II Gattas, egipski duchowny katolicki obrządku koptyjskiego, kardynał
  - David Newman, amerykański muzyk, saksofonista
- 19 stycznia
  - Anastasija Baburowa, rosyjska dziennikarka „Nowej Gaziety”

- - Stanisław Markiełow, rosyjski adwokat
  - Robert Pazik, polski przestępca, uczestnik porwania i zabójstwa Krzysztofa Olewnika
  - José Torres, portorykański bokser
- 18 stycznia
  - Kathleen Byron, brytyjska aktorka
  - Edward Hyra, polski wojskowy, generał brygady
  - Bob May, amerykański aktor
  - Zenonas Petrauskas, litewski prawnik, wiceminister spraw zagranicznych
  - Grigore Vieru, mołdawski poeta
- 17 stycznia
  - Kamil Václav Zvelebil, czeski językoznawca, tamilista i indolog, profesor Uniwersytetu Karola w Pradze
  - Susanna Foster, amerykańska aktorka
  - Edhi Handoko, indonezyjski szachista, arcymistrz
  - Monika Kozień, żona aktora Zdzisława Kozienia
  - Romuald Łoś, polski żużlowiec, trener żużlowy
  - Ołeksandr Moroz, ukraiński szachista, arcymistrz
  - Jerzy Newelski, polski działacz samorządowy, prezydent Łomży (1978–1982)[20]
  - Leroy Smith, jamajski wokalista soulowej grupy Sweet Sensations
  - Krystyna Zbijewska, polska dziennikarka, publicystka kulturalna
- 16 stycznia
  - Bogdan Tirnanić, serbski dziennikarz
  - Olivier Clément, francuski teolog, pisarz
  - Edmund Kajdasz, polski dyrygent, założyciel wielu chórów w Polsce
  - Andrew Wyeth, amerykański artysta, malarz[21]
- 15 stycznia
  - Weronika Dudarowa, rosyjska dyrygentka
  - Ratu Ovini Bokini, fidżyjski polityk
  - Roberto Claudio Milar, urugwajski piłkarz
  - Tapan Sinha, indyjski reżyser i scenarzysta filmowy
  - Franciszek Woźniak, polski kompozytor, rektor Akademii Muzycznej im. F. Nowowiejskiego w Bydgoszczy
- 14 stycznia
  - Ayman Alkurd, palestyński piłkarz
  - Aleksander Dzilne, polski działacz sportowy, prezes gorzowskiej Stali[22]
  - Dušan Džamonja, chorwacki rzeźbiarz
  - Jerzy Kalisiak, polski ekonomista, doktor honoris causa Thames Valley University i Oxford Brookes University[23]
  - Jan Kaplický, czeski architekt
  - Maria Kurowska, polska działaczka społeczna, współzałożycielka „Solidarności” w Kielcach
  - Ricardo Montalban, amerykański aktor
  - Wajeh Moshtahe, palestyński piłkarz
  - Shadi Sbakhe, palestyński piłkarz
  - Zdzisław Skwara, polski piosenkarz, w latach 1979-1980 członek zespołu Canor Anticus
  - Gennadij Szatkow, rosyjski bokser, mistrz olimpijski
- 13 stycznia
  - Franciszek Błażejewski, polski zoolog
  - Janusz Cetnarowski, polski artysta plastyk
  - Michaił Donskoj, rosyjski programista komputerowy
  - Marianna Gdowska-Timoszewicz, polska aktorka teatralna
  - Gary Kurfirst, amerykański menadżer m.in. Eurythmics, Jane’s Addiction, Ramones czy B-52
  - MF Bash, amerykański raper
  - Patrick McGoohan, amerykański aktor
  - Nicholas Andrew Rey, amerykański polityk, dyplomata, ambasador USA w Polsce
  - ks. Jerzy Syryjczyk, polski duchowny katolicki, specjalista w zakresie kościelnego prawa karnego
- 12 stycznia
  - Claude Berri, francuski reżyser i producent filmowy
  - Alija Dukanović, polski krytyk literacki i tłumacz
  - Friaça, brazylijski piłkarz
  - Joanna Guze, polska tłumaczka literatury francuskiej, krytyk i historyk sztuki
  - František Beníček, czeski duchowny katolicki
  - Henryk Majecki, polski uczony, badacz, popularyzator dziejów najnowszych regionu białostockiego
  - Arne Næss, norweski filozof i działacz społeczny
  - Kārlis Sebris, łotewski aktor
  - ks. Julian Warzecha, polski duchowny katolicki, pallotyn, profesor, biblista
  - Zbigniew Zaremba, polski aktor teatralny
- 11 stycznia
  - Pio Laghi, włoski duchowny katolicki, kardynał
  - Stefan Milewski, polski lekkoatleta, skoczek w dal, prezes PZLA, działacz sportowy
  - Milan Rufus, słowacki poeta
  - Thierry van Werveke, luksemburski aktor
  - Edmund Wojnarowski, polski dramaturg, poeta, dziennikarz, publicysta, twórca radiowy, satyryk
- 10 stycznia
  - Georges Cravenne, francuski producent filmowy
  - Ludumo Galada, południowoafrykański bokser
  - Tadeusz Mrówczyński, polski architekt, prezes SARP
  - Michael Signer, amerykański rabin, historyk, teolog, orędownik dialogu chrześcijańsko-żydowskiego[24]
  - Tadeusz Szymków, polski aktor
  - Sidney Wood, amerykański tenisista
  - Elżbieta Zawacka, polska generał brygady, kurierka Komendy Głównej Armii Krajowej
- 9 stycznia
  - Dave Dee, brytyjski wokalista
  - René Herms, niemiecki sportowiec, pięciokrotny mistrz Niemiec w biegu na 800 m
  - Irene Melikoff, azerska uczona
  - Kaarle Ojanen, fiński szachista
  - Zygmunt Zieliński, polski ekonomista
- 8 stycznia
  - Clarence Felician Chinniah, lankijski dyplomata, ambasador Sri Lanki w Polsce
  - Ziemowit Fedecki, polski slawista i tłumacz literatury rosyjskiej
  - Don Galloway, amerykański aktor
  - Andrzej Kiełpiński, polski publicysta i pisarz, redaktor naczelny „Życia Muzycznego”
  - Włodzimierz Mirowski, polski socjolog[25]
  - Richard John Neuhaus, amerykański duchowny katolicki, intelektualista i publicysta, redaktor naczelny pisma „First Things”
  - Jerzy Odsterczyl, polski piłkarz
  - Flavio Orlandi, włoski polityk, deputowany krajowy i europejski[26]
  - Zbigniew Podlecki, polski żużlowiec
  - Lasantha Wickrematunga, lankijski dziennikarz, redaktor naczelny „The Sunday Leader”
- 7 stycznia
  - Maria Honowska, polska językoznawca, slawistka
  - Bogdan Pigłowski, polski działacz opozycji demokratycznej, współtwórca Niezależnej Oficyny Wydawniczej „Nowa”
  - Jayne Soliman, brytyjska zawodniczka i trenerka łyżwiarstwa figurowego
  - Ray Dennis Steckler, amerykański aktor, reżyser
- 6 stycznia
  - Maria Dimitriadi, grecka piosenkarka
  - Edward Dysko, polski wojskowy, generał brygady w stanie spoczynku
  - Cheryl Holdridge, amerykańska aktorka
  - Robert Ilosfalvy, węgierski śpiewak operowy
  - Claude Jeter, amerykański pieśniarz
  - Manuela Fernández-Fojaco, hiszpańska rekordzistka długowieczności
  - Pascal Terry, francuski motocyklista
- 5 stycznia
  - Jiří Šindelář, czeski muzyk, basista
  - Adolf Merckle, niemiecki biznesmen, jeden z najbogatszych Niemców
  - Lyle Allen Shanks, nowozelandzki urzędnik państwowy, komisarz-rezydent Niue (1962–1968)[27]
  - Mircea Stănescu, rumuński polityk
  - Wojciech Ozimek, polski dziennikarz
  - Stefan Rogala, polski działacz sportowy[28]
  - Andrzej Seyfried, polski uczony, specjalista rehabilitacji, doktor honoris causa Akademii Wychowania Fizycznego w Warszawie
- 4 stycznia
  - Andris Makovskis, łotewski aktor[29]
  - Leo Clijsters, belgijski piłkarz, reprezentant Belgii, ojciec tenisistki Kim Clijsters[30]
  - Ivan Gubijan, serbski lekkoatleta, młociarz[31]
  - Jizelle Salandy, bokserka Trynidadu i Tobago[32]
  - Krzysztof Ziembiński, polski aktor, pedagog, reżyser teatralny[33]
- 3 stycznia
  - Ryszard Bogusz, prezydent Skierniewic w latach 1998-2006[34]
  - Betty Freeman, amerykańska filantropka i fotograf[35]
  - Luca Gelfi, włoski kolarz[36]
  - Pat Hingle, amerykański aktor[37]
  - Valentin Polianski, rosyjski wojskowy[38]
  - Wincenty Różański, polski poeta[39]
  - Alan Walters, brytyjski ekonomista, były szef zespołu doradców Premier Margaret Thatcher[40]
- 2 stycznia
  - Inger Christensen, duńska pisarka[41]
  - Steven Gilborn, amerykański aktor[42]
  - Anatolij Gurewicz, rosyjski szpieg, członek legendarnej „Czerwonej Orkiestry”[43]
  - Maria de Jesus, portugalska rekordzistka długowieczności, najstarsza kobieta na świecie[44]
  - Raszid III ibn Ahmad Al Mu'alla, emir Umm al-Kajwajn (od 1981),
  - Mikołaj Smoczyński, polski artysta, malarz, rysownik, twórca instalacji[45]
  - Olgierd Zienkiewicz, angielski matematyk[46]
- 1 stycznia
  - Arne Arvonen, fiński rekordzista długowieczności[47]
  - Žarko Bulajić, jugosłowiański polityk i ekonomista, przewodniczący Rady Wykonawczej (premier) Socjalistycznej Republika Czarnogóry (1969–1974)[48]
  - Bogusław Gdowski, polski specjalista w dziedzinie kartografii matematycznej i zastosowania matematyki[49]
  - Henryk Halkowski, polski historyk, publicysta i tłumacz[50]
  - Claiborne Pell, amerykański polityk, senator[51]
  - Gert Petersen, duński polityk, dziennikarz i tłumacz[52]
  - Edmund Purdom, brytyjski aktor, reżyser
  - Nizar Rajan, jeden z głównych przywódców Hamasu[53]
  - Johannes Mario Simmel, austriacki pisarz[54]
  - Helen Suzman, południowoafrykańska polityk[55]